# Садове (Арзгірський район)
Садове (рос. Садовое) — село у Арзгірському районі Ставропольського краю Російської Федерації.
Муніципальне утворення — Арзгірський муніципальний округ. Населення становить 1548 осіб.

## Історія
Згідно із законом від 4 жовтня 2004 року № 88-КЗ у 2004—2020 роках муніципальним утворенням було сільське поселення село Садове.

## Населення
| 1925  | 1989  | 2002  | 2010  | 2012  | 2014  | 2015  |
| ----- | ----- | ----- | ----- | ----- | ----- | ----- |
| 461   | ↗2129 | ↘1758 | ↘1579 | ↗1593 | ↘1541 | ↗1544 |
| 2016  | 2017  | 2018  | 2019  | 2020  |       |       |
| ↘1530 | ↗1534 | ↘1529 | ↗1543 | ↗1548 |       |       |